# Alte Allee 13 (München)

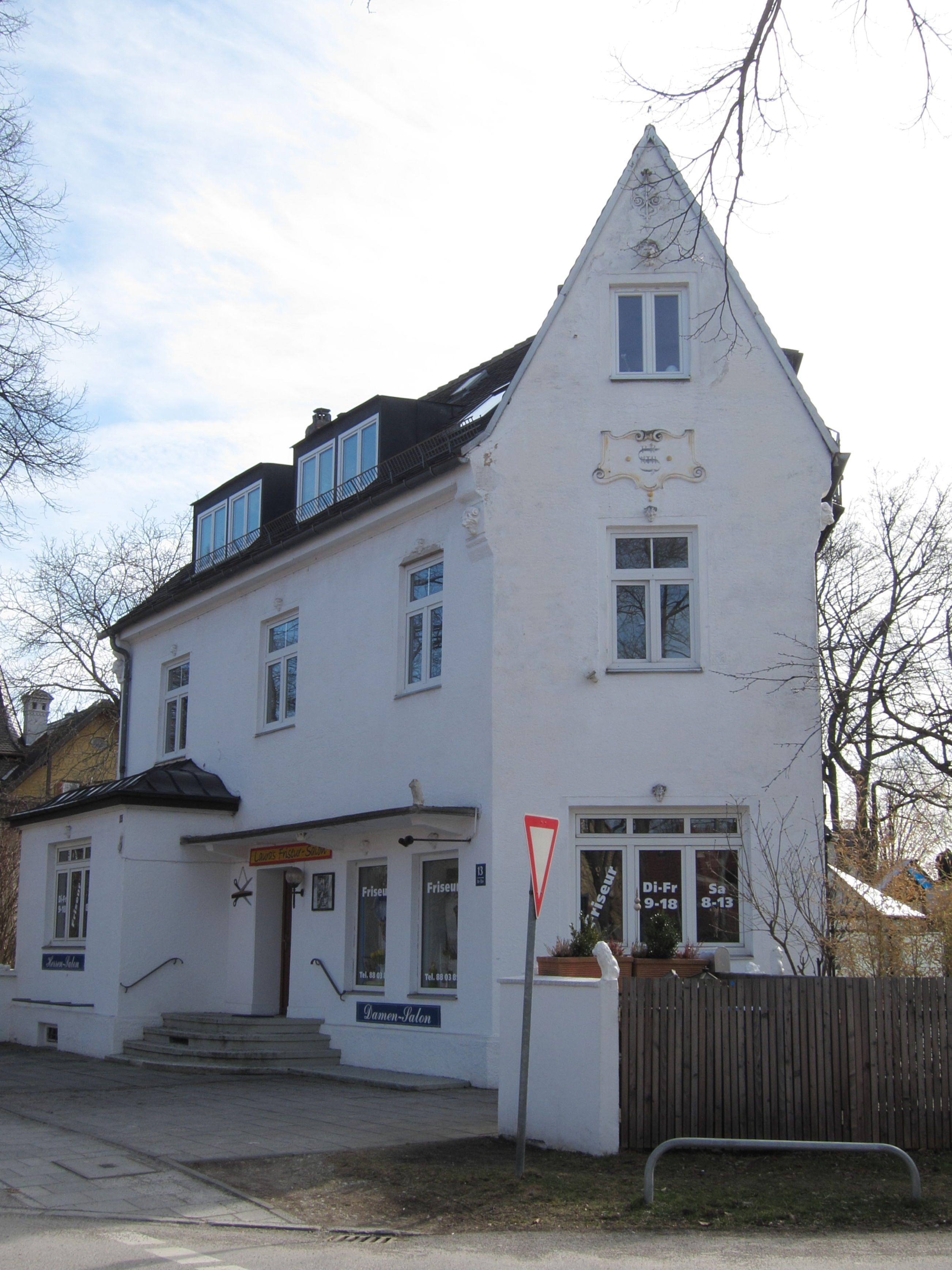
Haus Alte Allee 13 im Stadtteil Pasing von München (2012, vor der Renovierung)

Das Haus Alte Allee 13 im Stadtteil Pasing der bayerischen Landeshauptstadt München wurde 1900/01 errichtet. Das Wohnhaus in der Alten Allee, zur Villenkolonie Pasing II gehörend, ist ein geschütztes Baudenkmal.
Das dreigeschossige Haus wurde nach Plänen des Architekten Georg Heckmann errichtet. Das Eckhaus besitzt an seiner schmalen Giebelseite zur Straße ein Monogramm in einer schlichten Kartusche. Große Teile der ursprünglichen Fassadendekoration sind nicht erhalten.